# Ahmed el-Mohammadi
Pour les articles homonymes, voir Mohammadi.
Ahmed el-Mohammadi ou Elmohamady (en arabe : أحمد المحمدي), né le 9 septembre 1987 à El-Mahalla el-Koubra, est un footballeur international égyptien qui évolue au poste de défenseur central. 

## Biographie

### En club
Il a commencé sa carrière chez les jeunes de Ghazl El-Mehalla en 2003. Il a joué pour la première fois dans l'équipe première en 2004, âgé de 17 ans, il a ensuite été transféré à ENPPI en juin 2006, malgré le vif intérêt du grand club égyptien d'Al Ahly SC.

### ENPPI Club
En 2008, après de bonnes saisons en Égypte, une offre du club allemand de Hertha BSC Berlin est même refusée par l'ENPPI Club qui la considère trop faible. Le joueur a même refusé une offre du club roumain du FC Rapid Bucarest en 2007. 
Le 21 octobre 2008, les Blackburn Rovers Football Club manifestent leur intérêt pour le joueur enlui donnant un essai de cinq jours en Angleterre. Les dirigeants sont de plus en plus intéressés par la venue de l'Égyptien .

### Sunderland AFC
Le 2 juillet 2010, il débarque à Sunderland. Avec son nouveau club, Ahmed s'est très vite adapté à la Premier League, et s'impose rapidement comme un titulaire au sein de l'effectif des Black Cats. Son entraîneur Steve Bruce n'hésite pas à en faire l'éloge, en lui promettant une grande carrière s'il continue dans ce sens.

### Hull City
Le 30 août 2012, il est prêté pour une saison à Hull City.
Le 18 septembre 2012, el-Mohammadi réalise un match incroyable contre Leeds United en inscrivant un but et en adressant ensuite, deux passes décisives.
Il est élu meilleur joueur de la saison 2013 par les supporters de Hull Ciy. 
Le 28 juin 2013, il signe un contrat de trois ans avec Hull City après une année de prêt très concluante.
Lors de la saison 2013-2014, il est le seul joueur de Hull City à jouer tous les matchs de la saison. Il est aussi le joueur de Premier League qui effectue le plus de centres au cours de la saison.
Lors de la saison 2014-15, il joue intégralement tous les matchs du championnat anglais.

### Aston Villa
Le 19 juillet 2017, le défenseur égyptien signe un contrat de trois ans avec Aston Villa.
Lors de la saison 2018-2019, il participe à la montée d’Aston Villa en Premier League en délivrant une passe décisive lors de la finale des play-offs face à Derby County.

### En sélection nationale
Ahmed a joué plusieurs fois en sélection égyptienne des moins de 21 ans et a participé à la Coupe d'Afrique des nations junior 2007 qui s'est tenue à la République du Congo, malgré son poste de prédilection de défenseur, il a joué attaquant tout au long de la compétition.
Il fait ses grands débuts en sélection nationale de l'Égypte en août 2007 à l'âge de 20 ans contre Côte d'Ivoire à Paris. Il a joué neuf matchs avant la CAN 2008 à laquelle il participe sur le banc puisqu'il entre en jeu à seulement deux occasions lors de ce tournoi.
Depuis, il a peu à peu gagné ses galons de titulaire en sélection nationale.
Il remporte quelques mois plus tard la Coupe d'Afrique des nations de football 2010 se jouant en Angola.
En 2014, la place d'el-Mohammadi en équipe nationale est remise en question et le staff ne fait même plus appel à lui lors des matchs de l'équipe nationale. En effet, il lui est reproché de ne pas jouer au même niveau en  équipe nationale qu'en championnat anglais. Alors qu'en Premier League, il enchaîne les bonnes performances et les récompenses, en équipe nationale il ne joue pas du tout à son meilleur niveau et semble avoir une attitude arrogante sur le terrain. Quelques mois plus tard avec l'arrivée de Shawky Gharib au poste de sélectionneur, il retrouve une place au sein de groupe et ses performances s'améliorent.
Il fait partie de la liste des vingt-trois joueurs égyptiens sélectionnés pour disputer la Coupe du monde 2018 en Russie.

## Palmarès

### En club
- Hull City
  - Finaliste de la Coupe d'Angleterre en 2014.

- Aston Villa
  - Finaliste de la Coupe de la Ligue anglaise en 2020.

### En sélection
- Égypte
  - Vainqueur de la Coupe d'Afrique des nations en 2008 et 2010.
  - Finaliste de la Coupe d'Afrique des nations en 2017.

## Statistiques
| Saison    | Club              | Pays                             | Championnat        | Coupes nationales | Compétition(s) continentale(s) | Sélection Égypte   |
| --------- | ----------------- | -------------------------------- | ------------------ | ----------------- | ------------------------------ | ------------------ |
| 2005-2006 | Ghazl El Mahallah | Championnat d'Égypte de football | 7 matchs / 3 buts  | -                 | -                              | -                  |
| 2006-2007 | ENPPI Club        | Championnat d'Égypte de football | 3 matchs / 2 buts  | -                 | -                              | -                  |
| 2007-2008 | ENPPI Club        | Championnat d'Égypte de football | 15 matchs / 6 buts | -                 | -                              | 16 matchs          |
| 2008-2009 | ENPPI Club        | Championnat d'Égypte de football | 28 matchs / 6 buts | -                 | -                              | 12 matchs / 2 buts |
| 2009-2010 | ENPPI Club        | Championnat d'Égypte de football | 26 matchs / 3 buts | -                 | -                              | 14 matchs / 1 but  |
| 2010-2011 | Sunderland        | Premier League                   | 36 matchs          | -                 | -                              | 6 matchs           |
| 2011-2012 | Sunderland        | Premier League                   | 18 matchs / 1 but  | 3 matchs          | -                              | 10 matchs          |
| 2012-2013 | Hull City         | Championship                     | 41 matchs / 3 buts | -                 | -                              | 7 matchs           |
| 2013-2014 | Hull City         | Premier League                   | 38 matchs / 2 buts | 7 matchs          | -                              | 5 matchs           |
| 2014-2015 | Hull City         | Premier League                   | 38 matchs / 2 buts | 1 match           | C3 4 matchs / 1 but            | 4 matchs           |
| 2015-2016 | Hull City         | Championship                     | 44 matchs / 3 buts | 5 matchs          | -                              | -                  |
| 2016-2017 | Hull City         | Premier League                   | 33 matchs          | 4 matchs          | -                              | 6 matchs           |
| 2017-2018 | Aston Villa       | Championship                     | 45 matchs          | -                 | -                              | 5 matchs           |
| 2018-2019 | Aston Villa       | Championship                     | 41 matchs / 2 buts | 1 match           | -                              | 4 matchs           |
| 2019-2020 | Aston Villa       | Premier League                   | 18 matchs / 1 but  | 7 matchs / 1 but  | -                              | -                  |
| 2020-2021 | Aston Villa       | Premier League                   | 14 matchs          | 3 matchs          | -                              | -                  |

Dernière mise à jour le 6 juin 2021